# Florian Baak
Florian Baak (* 18. März 1999 in Glienicke/Nordbahn) ist ein deutscher Fußballspieler, der auf der Position des Abwehrspielers eingesetzt wird. Er steht seit 2022 beim FC Honka Espoo unter Vertrag.

## Vereinskarriere

### Hertha BSC
Baak wechselte 2005 von den Reinickendorfer Füchsen in das Nachwuchsleistungszentrum von Hertha BSC. In den Spielzeiten 2014/15 und 2015/16 spielte er mit den B1-Junioren (U17) in der B-Junioren-Bundesliga. Zur Saison 2016/17 rückte er zu den A-Junioren (U19) auf, mit denen er in der A-Junioren-Bundesliga spielte. Parallel kam der Innenverteidiger bereits zu 4 Einsätzen in der zweiten Mannschaft in der viertklassigen Regionalliga Nordost. Am 31. und 33. Spieltag absolvierte der 18-Jährige zudem unter Pál Dárdai 2 Kurzeinsätze in der Bundesliga.
Zur Saison 2017/18 unterschrieb Baak seinen ersten Profivertrag und gehörte fortan fest dem Profikader an. Der Innenverteidiger stand in der Bundesliga lediglich 2-mal im Spieltagskader und spielte hauptsächlich weiterhin in der U19, mit der er deutscher A-Junioren-Meister wurde. Zudem absolvierte er auch wieder einige Spiele in der zweiten Mannschaft.
Auch in der Saison 2018/19, seiner ersten regulären Spielzeit im Herrenbereich, konnte sich Baak im Profikader nicht durchsetzen. Er absolvierte stattdessen 21 Spiele in der Regionalliga Nordost, in denen er 5 Tore erzielte. Für die U19 war er in dieser Saison aufgrund der Meisterschaft noch in der UEFA Youth League spielberechtigt, in der er 5-mal auflief.
In der Sommervorbereitung 2019 wurde Baak vom neuen Cheftrainer Ante Čović aussortiert und fest in die zweite Mannschaft versetzt. Im April 2020 kehrte Baak unter Bruno Labbadia in den Profikader zurück. Am 32. Spieltag stand er im Spieltagskader, ohne eingewechselt zu werden. In der Regionalliga absolvierte er hingegen in der Saison 2019/20 18 Einsätze.

### FC Winterthur
Mit dem Beginn der Saison 2020/21 gehörte Baak wieder fest dem Kader der zweiten Mannschaft an. Seine Rückennummer 29, die er im Profikader hatte, wurde an den Neuzugang Lucas Tousart vergeben. Nach 7 Regionalligaeinsätzen wechselte der 21-Jährige im Oktober 2020 zum Schweizer Zweitligisten FC Winterthur, bei dem er einen Vertrag bis zum 30. Juni 2022 unterschrieb.
Bei Winterthur kam er insbesondere in der ersten Saison regelmäßig zu Einsätzen, in der Saison 2020/21 spielte er 26 Spiele für die Eulachstädter und erzielte dabei ein Tor. In der zweiten Saison, in der der Verein in die höchste Schweizer Liga aufstieg, war er jedoch nur noch Ergänzungsspieler und kam insgesamt noch auf 11 Einsätze.

### FC Honka
Nach Ablauf des Vertrags in Winterthur wurde Baak vom FC Honka Espoo aus der Veikkausliiga, der höchsten finnischen Spielklasse, verpflichtet.

## Erfolge
- Deutscher A-Junioren-Meister: 2018